# Parafia św. Stanisława Biskupa Męczennika w Gdańsku
Parafia św. Stanisława Biskupa Męczennika w Gdańsku (województwo pomorskie) – rzymskokatolicka parafia położona w Gdańsku Wrzeszczu. Administracyjnie należy do Archidiecezji Gdańskiej (dekanat Gdańsk-Wrzeszcz). Pierwszym proboszczem był Bronisław Komorowski.

## Historia

### Przed rokiem 1939
Trudno ustalić, kiedy został wybudowany obecny kościół. Może to być druga połowa XIX w., a może początek XX w., najprawdopodobniej ok. 1910 r. Jedno jest pewne, że inne miał przeznaczenie przed rokiem 1924. Należał do zabudowań wojskowych armii pruskiej – konnicy (ujeżdżalnia koni w koszarach telegrafistów). Po I wojnie światowej zabudowania te zostały przydzielone państwu polskiemu. Wobec napływu Polaków do Wolnego Miasta Gdańska zrodził się problem powstania świątyni – kościoła, w którym Polacy czuliby się gospodarzami. Pusty budynek hali z przyległym domem oddano do dyspozycji katolików polskich. Utworzenie ośrodka duszpasterskiego powierzono kapłanowi diecezji gdańskiej, Polakowi ks. Bronisławowi Komorowskiemu. Od 1924 r. rozpoczęło się adaptowanie dotychczasowej hali na świątynię i sprawowanie kultu Bożego, które ukończono w 1925 r. Początkowo nabożeństwa były odprawiane w kaplicy (późniejszej zakrystii). W okresie przedwojennym wybudowano wieżę (wznosi się na wysokość około 33 metrów), chór, wyposażono w organy, ołtarz główny i dwa boczne. Wyposażono we wszystko, aby godnie był sprawowany kult Boży. Już w dziesiątą rocznicę otwarcia odbyła się w 1934 r. konsekracja kościoła, której dokonał biskup gdański ks. dr Edward O’Rourke.
7 października 1937 r. Biskup Gdański przygotował dekrety o utworzeniu dwóch parafii personalnych w Wolnym Mieście Gdańsku. M.in. przy kościele św. Stanisława B.M., których realizację musiał zatrzymać. Kościół nie znajdował się na terenie osobnej parafii; podlegał parafii niemieckiej pod wezwaniem Serca Jezusowego. Do 1932 r. (do otwarcia kościoła Chrystusa Króla) był to jedyny kościół pełniący funkcję ośrodka polskiego życia religijnego w Wolnym Mieście Gdańsk. Świątynia służyła również jako centrum działalności patriotycznej.
Wczesnym rankiem 1 września 1939 r. aresztowano ks. Bronisława Komorowskiego. Razem z innymi Polakami poprzez Victoriaschule trafił do obozu koncentracyjnego w Stutthofie. Kościół zamieniono na halę samochodową – wojskową. Część wyposażenia kościoła i plebanii zniszczono, część rozdzielono do innych kościołów. Przy likwidacji wyposażenia miał być obecny ówczesny dziekan, proboszcz Gwiazdy Morza w Sopocie ks. Paul Schütz.
W parafii Gwiazdy Morza przechowały się m.in.: komplet szat liturgicznych koloru złotego, który został zakupiony na prymicje ks. dra Antoniego Liedtke z Pelplina, figura św. Antoniego, Matki Bożej, relikwiarz bł. Bronisławy oraz marmurowa tablica pamiątkowa. To wszystko po roku 1972 wróciło do kościoła św. Stanisława. Naczynia liturgiczne, które zostały przekazane do któregoś z kościołów, nigdy już się nie odnalazły.

### Po zakończeniu wojny

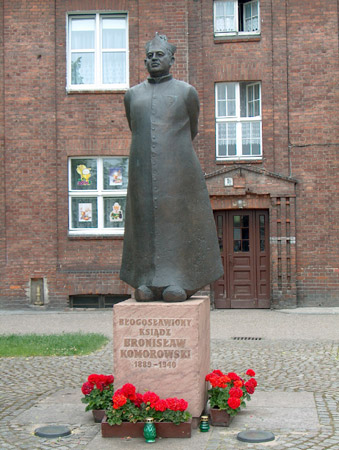
Pomnik bł. Bronisława na placu jego imienia we Wrzeszczu

Po 1945 r. stan się nie zmienił. Najpierw kościół był zajęty przez wojsko. Po przybyciu w 1956 r. ks. bpa Edmunda Nowickiego rozpoczęto starania o odzyskanie kościoła. Ks. bp Nowicki proponował władzom komunistycznym zamianę kościoła św. Piotra i Pawła na kościół św. Stanisława. Bowiem kościół św. Piotra i Pawła był kościołem garnizonowym, a teren z kościołem św. Stanisława należał do wojska. Odrzucono tę propozycję.
Po opuszczeniu przez wojsko, obiekt oddano Gdańskiemu Przedsiębiorstwu Transportu Budownictwa (GPTB) na bazę samochodową. O zwrot kościoła starały się po roku 1956, w czasie „odwilży popaździernikowej” organizacje społeczne (m.in. Walny Zjazd Wychowanków Gimnazjum Polskiego w W.M.G.) oraz członkowie byłej Polonii w Wolnym Mieście.
Aby przyspieszyć oddanie kościoła św. Stanisława B.M. na cele sakralne ks. bp Edmund Nowicki wyznaczył do tej pracy ks. Andrzeja Rurarza. Miał on za zadanie nawiązać kontakt z byłymi mieszkańcami Wolnego Miasta Gdańska. Ludzie świeccy pod kierunkiem ks. Andrzeja Rurarza pisali petycje, zbierali podpisy, chodzili do władz.
Spokój, dyplomacja ks. bpa Nowickiego poparta staraniami mieszkańców z czasów byłego Wolnego Miasta oraz wypadki grudniowe w 1970 na Wybrzeżu sprawiły, że decyzją WRN w Gdańsku, podpisaną przez ówczesnego przewodniczącego Tadeusza Bejma w dniu 17.02.1971 – postanowiono oddać kościół na cele sakralne.

## Kalendarium

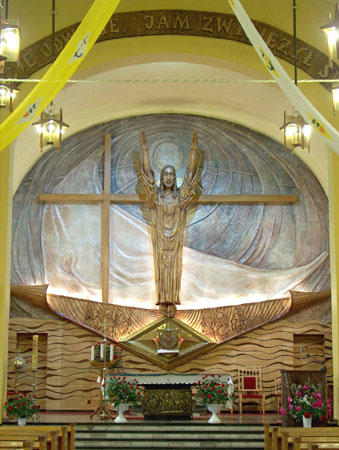
Prezbiterium kościoła

- 24.12.1972 – Parafia została erygowana dekretem biskupa Lecha Kaczmarka, biskup poświęcił kościół i odprawił pierwszą mszę świętą
- 1973 – Trwały prace remontowe
- 22.12.1974 – Rocznica poświęcenia kościoła; uroczystą mszę odprawił bp ordynariusz dr Lech Kaczmarek
- 1975 – Poświęcenie obrazu św. Stanisława B.M., ks. bp Lech Kaczmarek dokonuje konsekracji dzwonów
- 1977 – Remont sufitu kościoła, przygotowanie do dalszych prac związanych z wystrojem kościoła, kładzenie posadzki, robienie boazerii oraz chóru
- 1978 – Zakończenie prac przy budowie chóru i rozpoczęcie prac związanych z wymianą okien w kościele
- 1979 – Rozpoczęcie prac związanych z elewacją zewnętrzną kościoła
- 1984 – Remont plebanii
- 1986 – Zamontowanie figury Chrystusa w ołtarzu głównym
- 1997 – Remont wieży kościelnej i dachu, rozpoczęcie malowania kościoła
- 2000 – Ukończono budowę nowych organów

## Proboszczowie pracujący w parafii
- ks. Bronisław Komorowski (1924-1939)
- ks. prałat Andrzej Rurarz (1972-2009)
- ks. Zbigniew Cichon (od 2010)